# Milana (film)
Milana è un film del 2007, diretto da Prakash.

## Colonna sonora
1. Sonu Nigam – Ninnindale – 4:53
2. Chaitra H. G., Praveen Dutt Stephen, Suresh Peters – Kaddu Kaddu – 6:41
3. Shreya Ghoshal, Sonu Nigam – Male Nintu Hoda Mele (Duet) – 6:04
4. Udit Narayan, K. S. Chithra – Antu Intu – 4:55
5. Kunal Ganjawala – Kivi Maatondu – 4:53
6. Rajesh Krishnan, Shreya Ghosal – Madarangiyalli – 5:39
7. Sonu Nigam – Ninnindale (remix) – 4:31
8. Shreya Ghoshal – Male Nintu Hoda Mele (Solo) – 6:04